# Societat Neerlandesa per la Reforma Sexual
La Societat Neerlandesa per la Reforma Sexual, coneguda també per l'acrònim NVSH (en neerlandès: Nederlandse Vereniging voor Seksuele Hervorming), és una organització neerlandesa, fundada el 1946, que defensa un canvi de l'actitud vers la sexualitat en la societat. La NVSH defensa l'acceptació de la sexualitat humana en totes les seves formes com ara el sexe prematrimonial, l'adulteri, l'homosexualitat, la masturbació, l'exhibicionisme, el sexe oral, el sexe anal, la zoofília o la pedofília.
Durant la dècada de 1960, l'NVSH va ser l'única font de distribució de preservatius als Països Baixos.
El 22 de juny del 1979, l'NVSH, la Lliga Coornhert per a la Reforma de la Legislació Penal, la Confederació Humanitària i el sacerdot A. Klamer van enviar una petició, juntament amb una carta de contingut similar, al ministre de justícia neerlandès i simultàniament al parlament neerlandès. Ambdues exigien la legalització de les relacions sexuals consentides entre nens i adults. Aquesta petició estava signada també per diverses organitzacions com l'Associació General de Llibertat Provisional, l'Associació Neerlandesa per a la Integració de l'Homosexualitat (COC), l'Associació Feminista Neerlandesa oficial, el comitè executiu del Partit del Treball i els comitès executius de quatre partits polítics més petits que en aquell moment tenien representació a la cambra baixa neerlandesa (Partit Democràtic Socialista, Partit Socialista Pacifista, Partit Democràtic i Partit Radical).
El mes de març 2009 l'associació va aparèixer a les notícies en relació amb el seu Praatgroep Jon [Grup de Suport Jon], arran una investigació del periodista Alberto Stegeman. Segons aquesta investigació, alguns membres del grup haurien deixat entreveure que l'utilitzaven com una plataforma per a pedòfils i per compartir astúcies sobre com amagar la pornografia infantil.